# Леонтович Євген Петрович
Євген Петрович Леонтович (нар. 30 листопада 1947, Берестя, Білоруська РСР) — радянський футболіст та тренер, виступав на позиції нападника.

## Кар'єра гравця
З 1956 по 1958 рік виступав у складі кіровоградського «Торпедо», яке згодом змінило назву на «Зірка» (Кіровоград). У 1962 році відзначився 1 голом у футболці кременчуцького «Дніпра».

## Кар'єра тренера
З 1960 по 1963 рік займав різноманітні посади в тренерському штабі кременчуцького «Дніпра». У 1967 році виконував обов'язки головного тренера «дніпрян». З 1970 по 1983 рік працював на тренерських посадах у юнаціькій та дорослій командах кременчуцького КрАЗа.